# 藤井聖
藤井 聖（ふじい まさる、1996年10月3日 - ）は、神奈川県海老名市出身のプロ野球選手（投手）。左投左打。東北楽天ゴールデンイーグルス所属。

## 経歴

### プロ入り前
海老名市立杉久保小学校3年時に海老名フレンズで野球を始め、海老名市立大谷中学校時代は瀬谷リトルシニアに所属。小・中学校時代は外野手だった。瀬谷リトルシニアでは鈴木翔天とチームメイト。
富士市立高校時代に投手に転向。当初はオーバースローだったが、3年春にスリークォーターのフォームに変更する。3年夏の大会では、初戦の藤枝東戦で9回ノーヒットノーランを記録。チームは2回戦で東海大翔洋に敗退。
東洋大学法学部法律学科に進学後、再びオーバースローに戻すと2年春にリーグ初登板。4年夏には最速150km/hを計測するようになる。しかし、出場機会には恵まれず、一部リーグ通算11試合に登板、0勝1敗、防御率3.45。東洋大学時代の同期には上茶谷大河、甲斐野央、梅津晃大、中川圭太、末包昇大がいる(上茶谷とは学部学科も同じ)。
2019年にJX-ENEOS（2020年6月よりENEOS）に入社すると、1年目から頭角を表し、都市対抗野球大会には三菱日立パワーシステムズの補強選手として出場する。また、侍ジャパンにも選出された。2年目はエースとしてチームを引っ張り、ENEOSの5年ぶりの都市対抗野球大会出場に貢献。
2020年10月26日に行われたドラフト会議では、東北楽天ゴールデンイーグルスから3位指名を受け、12月1日に契約金6000万円、年俸1120万円で仮契約を結んだ。背番号は47。

### 楽天時代
2021年は春季キャンプを一軍でスタートしたが、3月3日から二軍へ合流。7月15日に開催されたフレッシュオールスターでは、出場辞退となった高田孝一の代替選手として出場。8回裏から登板して2イニングを投げ、1失点に抑えてセーブを記録した。9月14日にリリーフとして出場選手登録されたが、チームが優勝を争っていたこともあって登板機会がなく、同27日に登録抹消。ルーキーイヤーの一軍登板は無かったものの、大村三郎ファームディレクターが「藤井は社卒だけど今出てこなくても大丈夫、というビジョンはある」と話したように、イースタン・リーグでは17試合に登板。4勝3敗・防御率3.56と二軍で経験を積んだ一方、大村FDが「課題はコントロール」とも話したように、81イニングで45四球を記録した。オフに120万円減となる推定年俸1000万円で契約を更改した。
2022年も春季キャンプを一軍でスタートしたが、開幕は二軍で迎えた。イースタン・リーグで4試合に先発し、2勝0敗・防御率2.82を記録すると、4月28日の千葉ロッテマリーンズ戦でプロ初登板初先発。6回4安打無四球4奪三振無失点の好投でプロ初勝利を挙げた。その後はローテーションの谷間で3試合に先発したが、白星は挙げられず、この年は一軍で4試合に先発登板し、1勝2敗・防御率3.38という成績であった。オフに50万円増となる推定年俸1050万円で契約を更改した。
2023年はリリーフとして自身初の開幕一軍入りを果たすも、登板機会がないまま、4月3日に出場選手登録を抹消された。二軍では先発として調整を進め、イースタン・リーグで11試合に登板し、5勝2敗・防御率3.67を記録すると、7月2日のロッテ戦でシーズン初登板初先発。5四球と制球を乱しながらも、5回1失点でシーズン初勝利を挙げた。3度目の先発登板となった同17日のロッテ戦では打者13人で4安打3四球、2回1/3を2失点（自責点1）で降板となり、翌18日に登録抹消。8月22日にリリーフとして再登録されると、翌23日の北海道日本ハムファイターズ戦で6点ビハインドの4回裏から登板し、5回1失点と好投。その後、中7日で8月31日の埼玉西武ライオンズ戦に先発したが、5回1/3を3失点で降板し、翌日に出場選手登録を抹消された。9月は2試合の先発登板、10月はリリーフとして3試合に登板し、この年は10試合（6先発）の登板で3勝0敗・防御率2.29を記録。オフに250万円増となる推定年俸1300万円で契約を更改した。
2024年は3月に入って雨天中止などで登板機会が無かったものの、荘司康誠の右膝負傷を受けて先発した3月16日のオープン戦で6回2/3を無失点と好投。荘司が復帰したことで開幕ローテーション入りこそ果たせなかったが、4月7日の福岡ソフトバンクホークス戦でシーズン初登板初先発となり、5回8安打も2失点と試合を作り、勝敗は付かなかった。3度目の先発登板となった同21日の西武戦でも5回を投げ、うち3イニングで得点圏に走者を背負いながら、無失点に抑える粘りの投球でシーズン初勝利。その後も今江敏晃監督が「彼は粘れるところがいい」と評価したように、安打を許しながら得点は簡単に与えない粘りの投球が続いた。登板機会の都合で出場選手登録を抹消されたこともありながら、先発ローテーションの一角を担い、6月6日の阪神タイガース戦では第2打席で右前に適時打を放ち、プロ初安打初打点。投げては自己最長の7回1/3を3安打1四球7奪三振1失点と好投し、シーズン4勝目を挙げた。続く同13日の読売ジャイアンツ戦では登板2日前に発熱があり、手にはしびれを感じていながら「気合と根性で投げました」と5回無失点で勝利投手。交流戦では3先発で防御率1.56、交流戦トップタイの3勝を挙げ、チームの交流戦初優勝に貢献した。7月7日終了時点で11試合に先発登板し、6勝1敗・防御率2.25を記録すると、翌8日に監督推薦でオールスターに初選出され、球宴第2戦で2-0の2回裏から2番手として登板。大学の1学年後輩の佐藤都志也とバッテリーを組んだが、坂倉将吾に逆転満塁本塁打を被弾し、1回4失点であった。球宴前の7月22日に出場選手登録を抹消されており、8月1日のソフトバンク戦（球宴から中7日）で後半戦初先発となるも、6回7失点で敗戦投手となり、自身の連勝が7でストップ。続く同8日の日本ハム戦でも3回2/3を4失点で敗戦投手となったが、その後は7試合連続QSと復調し、シーズン終了まで先発ローテーションを守った。この年は22試合の先発登板でチーム3位の126イニングを投げ、11勝5敗・防御率2.93を記録。オフに2400万円増となる推定年俸3700万円で契約を更改した。
2025年は自身初の開幕ローテーション入りを果たし、本拠地開幕戦となる4月1日の西武戦に先発予定であったものの、雨天中止。翌2日の同カードにスライド予定となったが、この試合も雨天中止となり、シーズン初登板初先発は4月8日の日本ハム戦まで持ち越され、5回2失点で勝敗は付かなかった。その後は3試合連続で、6回まで試合を作りながらも打線の援護に恵まれないまま7回途中で降板。白星から遠ざかっていたが、シーズン6度目の先発登板となった5月16日のソフトバンク戦では、毎回走者を背負いながらも要所を締め、5回5安打3四死球4奪三振無失点でシーズン初勝利を挙げた。

## 選手としての特徴
| 球種           | 配分 % | 平均球速 km/h | 被打率 |
| -------------- | ------ | ------------- | ------ |
| ストレート     | 38.6   | 140.4         | .273   |
| スライダー     | 28.1   | 128.2         | .283   |
| ツーシーム     | 21.6   | 135.2         | .333   |
| チェンジアップ | 07.1   | 122.9         | .243   |
| カーブ         | 04.5   | 113.2         | .250   |

本人も「粘りの投球が自分の真骨頂」と自負するのらりくらりと相手打者をかわす投球が持ち味。
ストレートとスライダーのコンビネーションを軸に、ツーシームやチェンジアップも織り交ぜる。ストレートの最速はアマチュア時代に150km/h、プロ入り後は147km/hを計測している。
制球力に課題を抱えている。

## 人物
漫画「MAJOR」が好きで、「苦しかった大学時代を乗り切れたのは『MAJOR』のお陰」と語っている。

## 詳細情報

### 年度別投手成績
| 年 度     | 球 団     | 登 板 | 先 発 | 完 投 | 完 封 | 無 四 球 | 勝 利 | 敗 戦 | セ 丨 ブ | ホ 丨 ル ド | 勝 率 | 打 者 | 投 球 回 | 被 安 打 | 被 本 塁 打 | 与 四 球 | 敬 遠 | 与 死 球 | 奪 三 振 | 暴 投 | ボ 丨 ク | 失 点 | 自 責 点 | 防 御 率 | W H I P |
| --------- | --------- | ----- | ----- | ----- | ----- | -------- | ----- | ----- | -------- | ----------- | ----- | ----- | -------- | -------- | ----------- | -------- | ----- | -------- | -------- | ----- | -------- | ----- | -------- | -------- | ------- |
| 2022      | 楽天      | 4     | 4     | 0     | 0     | 0        | 1     | 2     | 0        | 0           | .333  | 82    | 18.2     | 16       | 1           | 10       | 0     | 0        | 10       | 1     | 0        | 8     | 7        | 3.38     | 1.39    |
| 2023      | 楽天      | 10    | 6     | 0     | 0     | 0        | 3     | 0     | 0        | 0           | 1.000 | 148   | 35.1     | 28       | 1           | 18       | 0     | 0        | 24       | 1     | 0        | 12    | 9        | 2.29     | 1.30    |
| 2024      | 楽天      | 22    | 22    | 0     | 0     | 0        | 11    | 5     | 0        | 0           | .688  | 529   | 126.0    | 138      | 8           | 29       | 0     | 7        | 74       | 3     | 0        | 45    | 41       | 2.93     | 1.33    |
| 通算：3年 | 通算：3年 | 36    | 32    | 0     | 0     | 0        | 15    | 7     | 0        | 0           | .682  | 759   | 180.0    | 182      | 10          | 57       | 0     | 7        | 108      | 5     | 0        | 65    | 57       | 2.85     | 1.33    |

- 2024年度シーズン終了時

### 年度別守備成績
| 年 度 | 球 団 | 投手  | 投手  | 投手  | 投手  | 投手  | 投手     |
| 年 度 | 球 団 | 試 合 | 刺 殺 | 補 殺 | 失 策 | 併 殺 | 守 備 率 |
| ----- | ----- | ----- | ----- | ----- | ----- | ----- | -------- |
| 2022  | 楽天  | 4     | 0     | 5     | 0     | 0     | 1.000    |
| 2023  | 楽天  | 10    | 2     | 7     | 0     | 1     | 1.000    |
| 2024  | 楽天  | 22    | 8     | 14    | 0     | 1     | 1.000    |
| 通算  | 通算  | 36    | 10    | 26    | 0     | 2     | 1.000    |

- 2024年度シーズン終了時

### 記録
初記録
投手記録
- 初登板・初先発登板・初勝利・初先発勝利：2022年4月28日、対千葉ロッテマリーンズ5回戦（ZOZOマリンスタジアム）、6回4安打無失点[25]
- 初奪三振：同上、3回裏に髙部瑛斗から空振り三振

打撃記録
- 初打席：2024年5月30日、対横浜DeNAベイスターズ3回戦（横浜スタジアム）、3回表に石田健大から遊ゴロ
- 初安打・初打点：2024年6月6日、対阪神タイガース3回戦（阪神甲子園球場）、4回表に西勇輝から右前適時打[59]

その他の記録
- オールスターゲーム出場：1回（2024年）

### 背番号
- 47（2021年 - ）

### 登場曲
- 『SHOW TIME』AAA（2021年 - ）

### 代表歴
- 2019年 第29回BFAアジア選手権